# Eugène Jaquet
Eugène Jaquet, né en 1884 et décédé en 1951 à Genève, est un horloger et historien de l'horlogerie suisse.

## Biographie
Fils d'horloger, Eugène Jaquet suit la même voie que son père avant d'être nommé enseignant, en 1866, au Technicum de Bienne. En 1916, Eugène Jaquet devient directeur de l'Ecole d'horlogerie de Genève. À l'âge de le retraite, en raison de sa passion pour l'histoire de l'horlogerie, il est nommé directeur honoraire des collections d’horlogerie du Musée d'art et d'histoire de Genève.
Eugène Jaquet préside un temps la Société suisse de chronométrie (SSC) et est membre de la Société des Arts de Genève et de la Fondation Hans Wilsdorf.

## Publications (non exhaustif)
- Eugène Jaquet, L'Ecole d'horlogerie de Genève : 1824-1924, Genève, Atar, 1924.
- Eugène Jaquet et Gibertini Dante, La Réparation des pendules, Neuchâtel, Editions du Journal suisse d'horlogerie, 1936.
- Eugène Jaquet, Les Cabinotiers genevois, Bienne, C. Rohr, 1942.
- Eugène Jaquet et Alfred Chapuis, Histoire et technique de la montre suisse : de ses origines à nos jours, Bâle Olten, Editions Urs Graf, 1945.
- Eugène Jaquet, "Historique de la montre à remontage automatique, Journal suisse d'horlogerie et de bijouterie, Neuchâtel, 1946, p. 72-86.
- Eugène Jaquet, "Horlogers genevois à Constantinople au XVIIe siècle", Journal suisse d'horlogerie, Genève, no 5/6 (1948), p. 241-244.